# مسکو (کامیونیتی)، ویسکانسین
مسکو (به انگلیسی: Moscow) یک منطقهٔ مسکونی در ایالات متحده آمریکا است که در شهرستان آیووا، ویسکانسین واقع شده‌است. مسکو ۲۵۶٫۰۴ متر بالاتر از سطح دریا قرار دارد.